# Liopeltis tricolor
Espèce
Synonymes
- Herpetodryas tricolor Schlegel, 1837
- Ablabes baliodeiroides Bleeker, 1858

Statut de conservation UICN

 LC  : Préoccupation mineure
Liopeltis tricolor est une espèce de serpent de la famille des Colubridae.

## Répartition
Cette espèce se rencontre :
- au Brunei ;
- en Indonésie ;
- au Malaisie orientale et péninsulaire ;
- aux Philippines ;
- en Thaïlande
- au Viêt Nam.

## Publications originales
- Schlegel, 1837 : Essai sur la physionomie des serpens, La Haye, J. Kips, J. HZ. et W. P. van Stockum, vol. 1 (texte intégral).
- Schlegel, 1837 : Essai sur la physionomie des serpens, La Haye, J. Kips, J. HZ. et W. P. van Stockum, vol. 2 (texte intégral).